# Harald Grieg
Harald Vollan Grieg, född den 3 augusti 1894 i Bergen, död den 6 oktober 1972 i Oslo, var en norsk förläggare och författare, direktör för Gyldendal Norsk Forlag 1925–1970 och bror till Nordahl Grieg.
Grieg var journalist i Tidens Tegn mellan 1912 och 1920, och knöts till danska Gyldendalske Boghandel Nordisk Forlags norska avdelning 1921. När Gyldendals norska avdelning 1925 på Griegs initiativ övergick till norska ägare blev Grieg direktör för det nya aktiebolaget, Gyldendal Norsk Forlag A/S, en position han hade till 1970.
Grieg var även ordförande i Den norske Forleggerforening 1936–1960, ordförande i Foreningen Norden 1939–1950, ordförande i samma förenings råd 1958–1962, ordförande i Fondet for svensk-norsk samarbeid 1948–1964 och ordförande i Nationaltheatrets styrelse 1939–1962. Som sådan arresterades han av tyskarna under andra världskriget, avsattes som Gyldendals chef och fråntogs sina övriga värv tills kriget var över.
Han gav ut En forleggers erindringer i två band 1958 (ny utgåva 1971).